# 정릉터널
정릉터널(貞陵터널)은 서울특별시도 제30호선 내부순환로가 지나가는 터널이다. 홍지문터널과 함께 서울 북부지역을 잇는 터널이며 정릉터널 옆에는 서울특별시도 제20호선인 정릉로의 북악터널이 있다. 정릉터널과 홍지문터널은 성북구 정릉동과 서대문구 홍은동을 잇지만 북악터널은 성북구 정릉동에서 종로구 평창동을 잇는다.

## 건설 정보
1999년 1월 31일 준공.
1. 총 연장
  - 상행 : 1640 m
  - 하행 : 1657 m
2. 총 폭 (상/하행 동일) : 13.5 m
3. 유효 폭 (상/하행 동일) : 10.5 m
4. 높이 (상/하행 동일) : 5.2 m[2]